# 5-та паралель північної широти
5-та паралель північної широти — лінія широти, що лежить на 5 градусів північніше земної екваторіальної площини. Вона проходить через Атлантичний океан, Африку, Індійський океан, Південно-Східну Азію, Тихий океан та Південну Америку.

## Список географічних об'єктів, що перетинає 5° пн. ш.
Починаючи з Гринвіцького меридіану та рухаючись на схід, 5-та паралель північної широти проходить через:
| Координати                                                 | Країна, територія або море       | Примітки |
| ---------------------------------------------------------- | -------------------------------- | --- |
| 4°0′ пн. ш. 0°0′ сх. д. / 4.000° пн. ш. 0.000° сх. д.      | Атлантичний океан                | Бенінська затока |
| 5°0′ пн. ш. 5°26′ сх. д. / 5.000° пн. ш. 5.433° сх. д.     | Нігерія                          | |
| 5°0′ пн. ш. 8°41′ сх. д. / 5.000° пн. ш. 8.683° сх. д.     | Камерун                          | |
| 5°0′ пн. ш. 14°41′ сх. д. / 5.000° пн. ш. 14.683° сх. д.   | Центральноафриканська Республіка | |
| 5°0′ пн. ш. 19°14′ сх. д. / 5.000° пн. ш. 19.233° сх. д.   | ДР Конго                         | |
| 5°0′ пн. ш. 19°53′ сх. д. / 5.000° пн. ш. 19.883° сх. д.   | Центральноафриканська Республіка | |
| 5°0′ пн. ш. 24°18′ сх. д. / 5.000° пн. ш. 24.300° сх. д.   | ДР Конго                         | |
| 5°0′ пн. ш. 24°38′ сх. д. / 5.000° пн. ш. 24.633° сх. д.   | Центральноафриканська Республіка | |
| 5°0′ пн. ш. 25°8′ сх. д. / 5.000° пн. ш. 25.133° сх. д.    | ДР Конго                         | |
| 5°0′ пн. ш. 27°29′ сх. д. / 5.000° пн. ш. 27.483° сх. д.   | Південний Судан                  | |
| 5°0′ пн. ш. 35°21′ сх. д. / 5.000° пн. ш. 35.350° сх. д.   | Ілемійський трикутник            | Контролюється Кенією, претендує Південний Судан |
| 5°0′ пн. ш. 35°25′ сх. д. / 5.000° пн. ш. 35.417° сх. д.   | Південний Судан                  | |
| 5°0′ пн. ш. 35°49′ сх. д. / 5.000° пн. ш. 35.817° сх. д.   | Ефіопія                          | |
| 5°0′ пн. ш. 45°3′ сх. д. / 5.000° пн. ш. 45.050° сх. д.    | Сомалі                           | |
| 5°0′ пн. ш. 48°16′ сх. д. / 5.000° пн. ш. 48.267° сх. д.   | Індійський океан                 | Проходить між атолами Південний Маалхосмадулу[en] та Хорсбург[en], Мальдіви Проходить північніше острова Каашідху[en], Мальдіви |
| 5°0′ пн. ш. 95°21′ сх. д. / 5.000° пн. ш. 95.350° сх. д.   | Індонезія                        | Проходить через острів Суматра |
| 5°0′ пн. ш. 97°44′ сх. д. / 5.000° пн. ш. 97.733° сх. д.   | Малаккська протока               | |
| 5°0′ пн. ш. 100°29′ сх. д. / 5.000° пн. ш. 100.483° сх. д. | Малайзія                         | Перак, Келантан та Теренггану у півострівній Малайзії |
| 5°0′ пн. ш. 103°19′ сх. д. / 5.000° пн. ш. 103.317° сх. д. | Південнокитайське море           | |
| 5°0′ пн. ш. 114°55′ сх. д. / 5.000° пн. ш. 114.917° сх. д. | Бруней                           | Проходить через острів Калімантан |
| 5°0′ пн. ш. 115°7′ сх. д. / 5.000° пн. ш. 115.117° сх. д.  | Брунейська затока                | |
| 5°0′ пн. ш. 115°27′ сх. д. / 5.000° пн. ш. 115.450° сх. д. | Малайзія                         | Сабах |
| 5°0′ пн. ш. 118°52′ сх. д. / 5.000° пн. ш. 118.867° сх. д. | Море Сулавесі                    | Проходить північніше островів Сібуту[en], Філіппіни Проходить між островами Бонгао[en] та Сімунул[en], Філіппіни |
| 5°0′ пн. ш. 120°0′ сх. д. / 5.000° пн. ш. 120.000° сх. д.  | Філіппіни                        | Проходить через острів Білатан |
| 5°0′ пн. ш. 120°1′ сх. д. / 5.000° пн. ш. 120.017° сх. д.  | Море Сулавесі                    | Проходить південніше островів Банаран та Мантабуан, Філіппіни |
| 5°0′ пн. ш. 125°23′ сх. д. / 5.000° пн. ш. 125.383° сх. д. | Тихий океан                      | Проходить між островами Сонсорол[de] та Пуло-Анна[de], Палау Проходить південніше атолів Сатаван[en] та Косрае, Федеративні Штати Мікронезії Проходить між атолами Наморік[en] та Ебон, Маршаллові Острови Проходить північніше атола Тераїна[en], Кірибаті Пролходить південніше острова Кокос, Коста-Рика |
| 5°0′ пн. ш. 77°22′ зх. д. / 5.000° пн. ш. 77.367° зх. д.   | Колумбія                         | |
| 5°0′ пн. ш. 67°48′ зх. д. / 5.000° пн. ш. 67.800° зх. д.   | Венесуела                        | |
| 5°0′ пн. ш. 60°35′ зх. д. / 5.000° пн. ш. 60.583° зх. д.   | Бразилія                         | Рорайма |
| 5°0′ пн. ш. 59°59′ зх. д. / 5.000° пн. ш. 59.983° зх. д.   | Спірна зона                      | Контролюється Гаяною, претендує Венесуела |
| 5°0′ пн. ш. 58°50′ зх. д. / 5.000° пн. ш. 58.833° зх. д.   | Гаяна                            | |
| 5°0′ пн. ш. 57°42′ зх. д. / 5.000° пн. ш. 57.700° зх. д.   | Суринам                          | Приблизно на 7 км |
| 5°0′ пн. ш. 57°38′ зх. д. / 5.000° пн. ш. 57.633° зх. д.   | Гаяна                            | Приблизно на 6 км |
| 5°0′ пн. ш. 57°34′ зх. д. / 5.000° пн. ш. 57.567° зх. д.   | Суринам                          | Приблизно на 8 км |
| 5°0′ пн. ш. 57°30′ зх. д. / 5.000° пн. ш. 57.500° зх. д.   | Гаяна                            | Приблизно на 12 км |
| 5°0′ пн. ш. 57°24′ зх. д. / 5.000° пн. ш. 57.400° зх. д.   | Суринам                          | |
| 5°0′ пн. ш. 54°26′ зх. д. / 5.000° пн. ш. 54.433° зх. д.   | Франція                          | Французька Гвіана |
| 5°0′ пн. ш. 52°25′ зх. д. / 5.000° пн. ш. 52.417° зх. д.   | Атлантичний океан                | |
| 5°0′ пн. ш. 9°2′ зх. д. / 5.000° пн. ш. 9.033° зх. д.      | Ліберія                          | |
| 5°0′ пн. ш. 7°32′ зх. д. / 5.000° пн. ш. 7.533° зх. д.     | Кот-д'Івуар                      | |
| 5°0′ пн. ш. 5°56′ зх. д. / 5.000° пн. ш. 5.933° зх. д.     | Атлантичний океан                | Гвінейська затока |
| 5°0′ пн. ш. 2°40′ зх. д. / 5.000° пн. ш. 2.667° зх. д.     | Гана                             | |
| 5°0′ пн. ш. 1°38′ зх. д. / 5.000° пн. ш. 1.633° зх. д.     | Атлантичний океан                | Бенінська затока |